# Cappawhite
Cappawhite är en ort i republiken Irland. Den ligger i den centrala delen av landet, 150 km sydväst om huvudstaden Dublin. Cappawhite ligger 133 meter över havet och antalet invånare är 369.
Terrängen runt Cappawhite är kuperad åt nordost, men åt sydväst är den platt. Runt Cappawhite är det glesbefolkat, med 19 invånare per kvadratkilometer. Närmaste större samhälle är Tipperary, 12,1 km söder om Cappawhite. Trakten runt Cappawhite består i huvudsak av gräsmarker.